# شلايشر إيه إس دبليو 27
شلايشر إيه إس دبليو 27  (بالإنجليزية: Schleicher ASW 27)‏ هي طائرة شراعية، عالية الأداء، وبمقعد واحد. أنتجت في ألمانيا. من صناعة شلايشر. كان أول طيران لها في 1995. صنع منها 237 طائرة.